# La volpe azzurra (romanzo)
(Sjón)
La volpe azzurra è un romanzo dello scrittore islandese Sjón, pubblicato per la prima volta nel 2003. In Italia è stato pubblicato per la prima volta nel 2006. Con questo romanzo Sjón ha vinto, nel 2005, il prestigioso  Nordisk råds litteraturpris  (Premio letterario del Consiglio nordico).

## Edizioni
- Sjón, La volpe azzurra - Skugga-Baldur una leggenda islandese, traduzione di Silvia Cosimini, collana Piccola Biblioteca Oscar Mondadori, Mondadori, 2006,  p. 110, ISBN 88-04-55971-3.